# Władysław Rutkowski (oficer)
Władysław Rutkowski, ps. Włodzimierz, Jan (ur. 12 maja 1897 w Kole, zm. 30 października 1973 w Kielcach) – oficer rezerwy Wojska Polskiego (porucznik rezerwy artylerii), członek NOW, komendant Okręgu X Poznańskiego NSZ do jesieni 1943.
Uczestnik konspiracyjnego Ogólnopolskiego Zjazdu Stronnictwa Narodowego w Warszawie w styczniu 1943. Od jesieni 1943 na stanowisku szefa adiutantury IZZ NSZ (Inspektorat Ziem Zachodnich) i zastępcy komendanta Okręgu X NSZ Poznań, wykorzystującego lokale konspiracyjne w Warszawie (mieszkania przy ul. Miedzianej 3 i w Al. Jerozolimskich 97).
W czasie powstania warszawskiego brał udział w walkach w Pułku NSZ im. Sikorskiego w Śródmieściu Północ. Po upadku Powstania wyszedł z Warszawy z ludnością cywilną i został uwięziony w obozie przejściowym w Pruszkowie. W okolicach Żyrardowa zbiegł z transportu.